# NGC 3369
NGC 3369 este o galaxie lenticulară situată în constelația Hidra. A fost descoperită în 1886 de către Ormond Stone⁠(d). Se află la o distanță de 54,06 de megaparseci de Pământ.